# Hoogconjunctuur
De hoogconjunctuur is de opgaande fase in de conjunctuurbeweging van de vrijemarkteconomie. Deze kenmerkt zich door een grote, economische bedrijvigheid, een geringe werkloosheid en een krachtige bestedingsneiging onder consumenten. Een overspannen hoogconjunctuur lijkt aangenaam, maar dat is het uiteindelijk niet. De economie gaat te hard, bedrijven krijgen de producten niet aangeleverd, verhogen hun prijzen en smijten met geld. Arbeidsreserve is er niet want bijna iedereen werkt, dus de lonen vliegen omhoog en de prijzen gaan mee. Deze algehele stijging van prijzen heet inflatie. 
Een hoogconjunctuur heeft eigenlijk altijd een neergang als gevolg. Er ontstaat dan een tegenovergestelde periode, namelijk die van de laagconjunctuur.
Als er op een hoogconjunctuur geanticipeerd wordt, is een voorname actie het verhogen van de rente op leningen zodat het aantal investeringen terug gedreven wordt en de economische activiteit verlaagd wordt.

## Conjunctuurcurve
De conjunctuurcurve is een weergave van de conjunctuur in de afgelopen jaren. Periodes van lage conjunctuur worden afgewisseld met periodes van hoge conjunctuur. Wanneer de waardes boven de nullijn uitkomen is er sprake van hoogconjunctuur, wanneer de waardes onder de nullijn uitkomen is er sprake van laagconjunctuur. Het Centraal Bureau voor de Statistiek stelt deze curve maandelijks bij.